# Dieksee (Schiff, 1938)
Die Dieksee war ein Fahrgastschiff, das für die sogenannte 5-Seen-Fahrt auf Seen in der Holsteinischen Schweiz genutzt wurde.

## Geschichte
Laut Günter Benja wurde das Schiff, das 1975 der 5-Seen-Fahrt und Kellersee-Rundfahrt Frahm u. Zimmermann OHG gehörte, 1938 bei Meier & Remmert gebaut; diese Werft soll 1928 auch eines der Schiffe namens Luise des Unternehmens gebaut haben. Beide Schiffsnamen kamen bei der 5-Seen-Fahrt mehrmals vor. Die alten Schiffe wurden später durch gleichnamige, aber jüngere Schiffe ersetzt, nämlich durch die Dieksee aus dem Jahr 1983 und die ehemalige Holm, die 1976 auf den Namen Luise umgetauft wurde. Benja gibt mitunter die letzte Umbau- statt der ursprünglichen Bauwerft der Schiffe an. Auch die Angabe „Meier & Remmert“ bezüglich der Dieksee dürfte einen solchen Fall darstellen.
Benja nennt als Maße der alten Dieksee: 23 Meter Länge, 4,1 Meter Breite, 1 Meter Tiefgang. Das Schiff durfte zu Benjas Zeiten 204 Fahrgäste befördern und wurde von einem 96-PS-Motor angetrieben, der eine Geschwindigkeit von 11,5 km/h ermöglichte.
Laut Aussage eines Mitgliedes des Binnenschifferforums wurde die Dieksee bis 1984 bei der 5-Seen-Fahrt eingesetzt und dann an Maiworms Wakenitzfahrt nach Lübeck verkauft. Reinhold Maiworm befuhr die Strecke Lübeck-Ratzeburg und taufte das Schiff offenbar auf den Namen Lübscher Adler um, den zeitweise auch das 1928 bei Pohl & Jozwiak gebaute Fahrgastschiff Lortzing trug. Die beiden Fahrgastschiffe sind nicht miteinander zu verwechseln. 
Persönliche Nachforschungen im Zuge der "Geschichte der 5-Seen-Fahrt" ergaben durch Telefonate mit Rainhold Maiworm und dem Ehepaar Pahl aus Hamburg, dass Maiworm das Schiff 1998 an den Container-Dienst Inhaber Nils Pahl verkauft hat, wo dessen Frau einen Imbiss namens "Herthas Stübchen" installierte. Dieser befand sich vorher auf dem Festland, musste aber einer Erweiterung im Containerhafen Hamburg weichen. Der Holzaufbau der Dieksee war im Laufe der so marode geworden, dass man ihn gegen einen Stahlaufbau tauschte, jedoch die alte Form in etwa (!) beibehielt. Das Heck wurde allerdings komplett umgebaut. Gewöhnlich liegt das Schiff nun im Steendiekkanal in der Nähe des Airbus Werks. 
Für den Lübschen Adler ex Dieksee wird im Binnenschifferforum eine Länge von 23,3 Metern, eine Breite von 4,48 Metern und ein Tiefgang von 1,24 Metern angegeben, zugelassen war das Schiff laut dieser Quelle für die Beförderung von nur 100 Personen. Die Maschine (Wizemann/Mercedes-Benz OM 352) leistete 126 PS. Dieter Schubert gibt dagegen im Jahr 2000 an, Maiworms Lübscher Adler sei genau 23 Meter lang und 4,2 Meter breit und habe einen Tiefgang von 0,85 Metern. Das Schiff mit einer 94-PS-Maschine biete 170 Sitzplätze. Während in den verschiedenen Foren davon ausgegangen wird, dass das Schiff 1998 weiterverkauft worden sei, nachdem Maiworm seinen Betrieb eingestellt habe, lässt Schubert im Jahr 2000 noch nichts dergleichen verlauten. Er führt neben der ehemaligen Dieksee, für die auch er die Bauwerft Scheel & Jöhnk und das Baujahr 1938 annimmt, noch drei weitere Schiffe der Personenschifffahrt Reinhold Maiworm auf: die 1991 auf der Kufra-Werft gebaute Wakenitz, die 1998 gebaute Seerose, ebenfalls ein Kufra-Bau und später unter dem Namen Serrahn Deern unterwegs, und die 1926 gebaute Adolf Bogaske ex Wakenitz (I). Nur über dieses letzte Schiff sagt er, es sei nach Hamburg verkauft worden.
Die ehemalige Dieksee tauchte später unter dem Namen Finkenwaerder 2 in Hamburg auf. Eine Aufschrift auf der Bordwand, nach der das Schiff unter der Baunummer 314 bei Scheel & Jöhnk in Hamburg-Harburg gebaut worden sein sollte, führte nicht nur im Binnenschifferforum zu entsprechenden Nachforschungen. Auf einer publizierten Bauliste von Scheel & Jöhnk fand sich schließlich der bestätigende Hinweis, dass das 23 Meter lange und 4,2 Meter breite Schiff tatsächlich – bereits im Jahr 1937 – für die „Motorbootges. Frahm & Zimmermann“ gebaut worden sei und den Namen Dieksee getragen habe. Die Finkenwaerder 2 soll zeitweise als Vereinsschiff gedient haben und schließlich in privaten Händen zum Wohnschiff umgestaltet worden sein.